# Efecte Curie
L'efecte Curie, en referència a Marie Curie, en el marc del feminisme, és el fet d'aclaparar les dones pel pes d'una genialitat extraordinària en els noms donats com a exemples a seguir. Així, resulta que, en lloc de motivar i constituir models per a dones actuals, són considerades casos excepcionals impossibles d'imitar i que porten l'efecte contrari.
Aquest efecte fou definit per primera vegada per la historiadora de la ciència Margaret W. Rossiter durant la dècada dels vuitanta del s. XX. Més endavant, també n'ha parlat Julie des Jardins, escrivint un llibre que porta per nom aquesta tendència: The Madame Curie Complex: The Hidden History of Women in Science, publicat el 2010.
Si les dones rarament apareixen en la ciència, la tecnologia i la resta de facetes de la humanitat és en part pels biaixos dels historiadors que subjectivament, en un entorn androcentrista i de dominació masculina, han anat menyspreant i ocultant informació. Un paradigma n'és l'ocultament sistemàtic de les dones promogut per la legislació de patents, en el cas de les tecnòlogues, perquè les dones no tenien dret a la propietat. Per a evitar l'efecte Curie, una proposta és no limitar-se a col·leccionar noms de dones històriques sinó també les circumstàncies familiars, socials i econòmiques que van fer possible que aquestes dones "normals" destaquessin en un àmbit hostil.